# Jan Szymon Zabiełło (zm. 1744)
Jan Szymon Zabiełło herbu Topór (zm. w 1744 roku) – podstoli kowieński w latach 1722–1744.
Był posłem powiatu kowieńskiego na sejm elekcyjny 1733 roku i elektorem Stanisława Leszczyńskiego w 1733 roku.